# شما که غریبه نیستید
شما که غریبه نیستید شرح حالی است از هوشنگ مرادی کرمانی، نویسندهٔ ایرانی است. این کتاب سرنوشت کودکی نویسنده را در روستای زادگاهش، سیرچ تا جوانی او در تهران بیان می‌کند.

## معرفی
«شما که غریبه نیستید» عنوان زندگینامهٔ هوشنگ مرادی کرمانی، از نویسندگان بزرگ ادبیات کودکان ایران است که به صورت خاطره نویسی به ترتیب زمان به وسیله خود ایشان نوشته شده است.
بیشتر رویدادهایی که در زندگی راوی پیش می‌آید سخت و تأثیر گذار است و سخت‌تر از آن‌ها ضربه‌های عاطفی است که به او وارد می‌شود. اما راوی در آن فضایی که فقر مادی و فقر فرهنگی به هم آمیخته است به روش‌های گوناگون سهم خودش را از زندگی می‌گیرد. با شیطنت‌ها و بازی‌هایی که گاه آزار دهنده اند به زندگی سخت و محیط یکنواخت و خسته کنندهٔ خود تنوع می‌بخشد. گاه نیز در دنیای خیال خود را ارضا می‌کند. خواندن و نوشتن بهترین سرگرمی اوست. او در سیرچ، کرمان، یتیم خانه و … راه و رسم زندگی را می‌آموزد و تسلیم شرایط نمی‌شود و در هر حالتی به فکر هدف خویش است. نوجوانان در همانند سازی با این نویسندهٔ مشهور کشورمان می‌آموزند که بایستی با ناملایمات زندگی خلاقانه و فعال کنار آمد.
خواندن این زندگینامه الگویی در اختیار نوجوانان می‌گذارد که با همهٔ رنج‌ها و ضربه‌های عاطفی راه خود را طی می‌کند و به موفقیت می‌رسد و اعتبار اجتماعی دلخواه خود را به‌دست می‌آورد و به آنان فرصت همانند سازی با شخصیتی را می‌دهد که هدفی والا دارد و در راه آن همه سختی‌ها را تحمل می‌کند.
شما که غریبه نیستید در سال ۱۳۸۴ برگزیده شورای کتاب کودک و در ۲۰۰۶ در کاتولوگ کلاغ سفید کتابخانه بین‌المللی کودکان معرفی شده است.
اولین چاپ این کتاب که داستان‌های سال‌های کودکی این نویسنده را شامل می‌شود، سال ۸۴ به بازار آمد و تا پاییز سال ۹۴ به چاپ بیستم رسید. همچنین، تابستان سال ۹۵ بود که چاپ بیست‌وسوم و همچنین تابستان سال گذشته بود که چاپ بیست‌وهفتم این کتاب به بازار آمد.

## جوایز و افتخارات[۴]
کتاب برگزیدهٔ شورای کتاب کودک (۱۳۸۴)
کتاب برگزیدهٔ مهرگان ادب (۱۳۸۴)
کتاب برگزید ی کتابخانهٔ بین‌المللی مونیخ (۲۰۰۶)